# قصر روهان (ستراسبورغ)

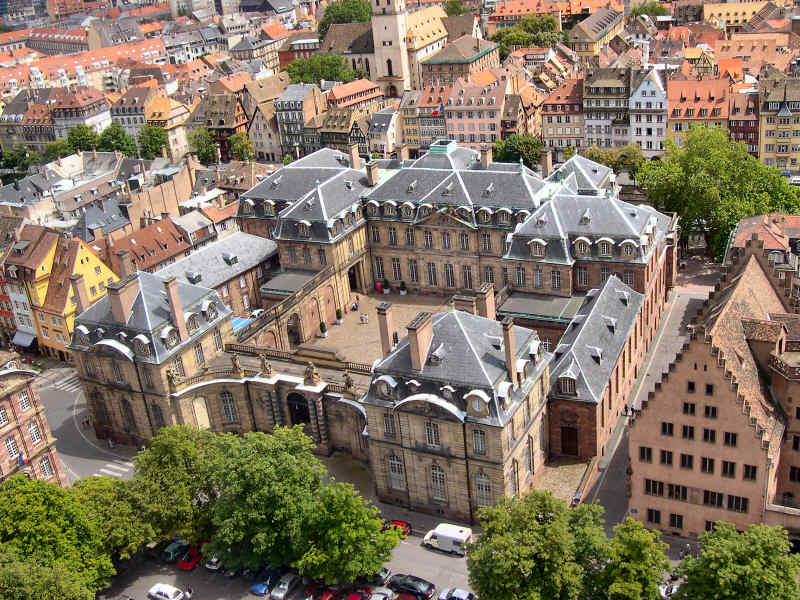
قصر رئيس الأساقفة في ستراسبورغ.

قصر روهان في ستراسبورغ هو المقر السابق لأمراء الأساقفة والكرادلة من آل روهان ويعد القصر تحفة معمارية وتاريخيّة وثقافيّة رئيسية لمدينة ستراسبورغ. بني القصر في سنة 1730 وهو مقابل لكاتدرائية ستراسبورغ ويعتبر القصر تُحفة من الهندسة المعمارية الباروكية الفرنسية واستضاف عدد من الضيوف اللامعين منذ افتتاحه في 1742.
يعكس القصر تاريخ مدينة ستراسبورغ وفرنسا، حيث إمتلك القصر طبقة النبلاء، والبلدية، والنظام الملكي والدولة والجامعة. شكلها المعماري، لا سيما من خلال التماثيل والنقوش في الواجهات، كان من المفترض أن تعبر عن عودة الكاثوليكية إلى المدينة التي كان يهيمن عليها البروتستانتية للقرنين الماضيين.
منذ نهاية القرن التاسع عشر، كان قصر موطن لثلاثة من أهم المتاحف ستراسبورغ: المتحف الأثري (الطابق السفلي)، ومتحف الفنون الزخرفية (الطابق الأرضي)، ومتحف الفنون الجميلة (متحف للفنون الجميلة، الطابق الأول والثاني).